# Каличье (Вологодская область)
Каличье — деревня в Верховажском районе Вологодской области.
Входит в состав Нижне-Важского сельского поселения (до 2015 года входила в Терменгское сельское поселение), с точки зрения административно-территориального деления — в Терменгский сельсовет.
Расстояние по автодороге до районного центра Верховажья — 13 км, до деревни Куколовской — 4,3 км. Ближайшие населённые пункты — Мотовилово, Коптяевская, Пахомовская, Коровино, Куколовская.
По переписи 2002 года население — 13 человек.